# Municipio de Richland (condado de Butler)
El municipio de Richland (en inglés: Richland Township) es un municipio ubicado en el condado de Butler en el estado estadounidense de Kansas. En el año 2010 tenía una población de 2568 habitantes y una densidad poblacional de 27,4 personas por km².

## Geografía
El municipio de Richland se encuentra ubicado en las coordenadas 37°30′44″N 97°5′16″O / 37.51222, -97.08778. Según la Oficina del Censo de los Estados Unidos, el municipio tiene una superficie total de 93.74 km², de la cual 93,73 km² corresponden a tierra firme y (0,01 %) 0,01 km² es agua.

## Demografía
Según el censo de 2010, había 2568 personas residiendo en el municipio de Richland. La densidad de población era de 27,4 hab./km². De los 2568 habitantes, el municipio de Richland estaba compuesto por el 95,6 % blancos, el 0,16 % eran afroamericanos, el 0,62 % eran amerindios, el 0,66 % eran asiáticos, el 0,43 % eran de otras razas y el 2,53 % eran de una mezcla de razas. Del total de la población el 2,57 % eran hispanos o latinos de cualquier raza.